# Boogschieten op de Olympische Zomerspelen 2008 (kwalificatie)
Deze pagina beschrijft de kwalificatie voor het boogschiettoernooi op de Olympische Zomerspelen 2008.
Er is een individuele competitie en een 3-persoons teamcompetitie. Mannen en vrouwen zullen hetzelfde doel en dezelfde afstand tot het doel hebben, namelijk 70 meter van het doel dat 1.22 m groot is.

## Kwalificatie
128 boogschutters kunnen zich plaatsen voor het toernooi, 64 mannen en 64 vrouwen. Elk Nationaal Olympisch Comité mag 6 atleten sturen, 3 mannen en 3 vrouwen. NOC's met drie atleten van hetzelfde geslacht kwalificeerden zich automatisch voor het landenevenement. Atleten konden zichzelf niet direct kwalificeren voor de Spelen. Als ze zich gekwalificeerd hadden, verdienden ze plaatsen voor hun NOC, dat dan kon beslissen welke atleten, die de MQS (Minimum Qualification Score) hadden bereikt, naar Peking mochten. De MQS voor FITA-rondes zijn 1200 (heren) en 1180 (dames). Voor 70 meterrondes zijn ze 600 (heren) en 590 (dames). Atleten die zich wilden kwalificeerden voor de Olympische Spelen moesten de MQS halen in de periode van 5 juli 2007 tot 16 juli 2008.

## Samenvatting kwalificatieplaatsen
| Land (NOC)       | Heren | Dames | Totaal | Toegewezen plaatsen                                             | Toegewezen plaatsen                                       |
| Land (NOC)       | Heren | Dames | Totaal | Heren                                                           | Dames                                                     |
| ---------------- | ----- | ----- | ------ | --------------------------------------------------------------- | --------------------------------------------------------- |
| Australië        | 3     | 2     | 5      | Sky Kim Matthew Gray Michael Naray                              | Lexie Feeney Jane Waller                                  |
| Bhutan           | 1     | 1     | 2      | Tashi Peljor                                                    | Dorji Dema                                                |
| Brazilië         | 1     |       | 1      | Luiz Trainini                                                   |                                                           |
| Bulgarije        | 1     |       | 1      | Daniel Pavlov                                                   |                                                           |
| Canada           | 3     | 1     | 4      | Jay Lyon Crispin Duenas John-David Burnes                       | Marie-Pier Beaudet                                        |
| China            | 3     | 3     | 6      | Xue Haifeng Jiang Lin Li Wenquan                                | Zhang Juanjuan Chen Ling Guo Dan (boogschieter)           |
| Chinees Taipei   | 3     | 3     | 6      | Kuo Cheng Wei Wang Cheng Pang Chen Szu-Yuan                     | Yuan Shu Chi Wu Hui Ju Wei Pi-Hsiu                        |
| Colombia         |       | 3     | 3      |                                                                 | Sigrid Romero Ana Rendon Natalia Sanchez                  |
| Cuba             | 1     |       | 1      | Juan Carlos Stevens                                             |                                                           |
| Cyprus           |       | 1     | 1      |                                                                 | Elena Mousikou                                            |
| Denemarken       | 1     | 1     | 2      | Niels Dall                                                      | Louise Laursen                                            |
| Duitsland        | 1     | 1     | 2      | Jens Pieper                                                     | Anja Hitzler                                              |
| Egypte           | 1     | 1     | 2      | Maged Youssef                                                   | Soha Abed Elaal                                           |
| Filipijnen       | 1     |       | 1      | Mark Javier                                                     |                                                           |
| Finland          | 1     |       | 1      | Matti Hatava                                                    |                                                           |
| Frankrijk        | 2     | 3     | 5      | Romain Girouille Jean-Charles Valladont                         | Virginie Arnold Sophie Dodemont Bérengère Schuh           |
| Georgië          |       | 2     | 2      |                                                                 | Chatoena Narimanidze Kristine Eseboea                     |
| Griekenland      |       | 2     | 2      |                                                                 | Elpida Romantzi Evangelia Psarra                          |
| Groot-Brittannië | 3     | 3     | 6      | Larry Godfrey Simon Terry Alan Wills                            | Alison Williamson Charlotte Burgess Naomi Folkard         |
| India            | 1     | 3     | 4      | Mangal Singh Champia                                            | Laishram Bombaya Devi Dola Banerjee Pranitha Vardineni    |
| Indonesië        |       | 2     | 2      |                                                                 | Ika Yuliana Rochmawati Rina Dewi Puspitasari              |
| Iran             | 1     | 1     | 2      | Hojjatollah Vaezi                                               | Najmeh Abtin                                              |
| Italië           | 3     | 3     | 6      | Ilario di Buò Marco Galiazzo Mauro Nespoli                      | Elena Tonetta Pia Carmen Lionetti Natalia Valeeva         |
| Japan            | 2     | 3     | 5      | Takaharu Furukawa Ryuichi Moriya                                | Nami Hayakawa Yuki Hayashi Sayoko Kitabatake              |
| Kazachstan       |       | 1     | 1      |                                                                 | Anastassiya Bannova                                       |
| Maleisië         | 3     |       | 3      | Cheng Chu Sian Khalmizam Wan Abd Aziz Muhammad Marbawi Sulaiman |                                                           |
| Marokko          |       | 1     | 1      |                                                                 | Khadija Abbouda                                           |
| Mauritius        |       | 1     | 1      |                                                                 | Veronique D'Unienville                                    |
| Mexico           | 2     | 2     | 4      | Juan René Serrano Luis Eduardo Velez Sanchez                    | Mariana Avitia Aida Roman                                 |
| Myanmar          | 1     |       | 1      | Nay Myo Aung                                                    |                                                           |
| Noord-Korea      |       | 2     | 2      |                                                                 | Kwon Un Sil Son Hye Yong                                  |
| Oekraïne         | 3     | 2     | 5      | Markijan Ivasjko Viktor Roeban Oleksandr Serdyuk                | Tetiana Berezhna Viktoriya Koval                          |
| Polen            | 3     | 3     | 6      | Rafał Dobrowolski Piotr Piątek Jacek Proć                       | Małgorzata Ćwienczek Iwona Marcinkiewicz Justyna Mospinek |
| Portugal         | 1     |       | 1      | Nuno Pombo                                                      |                                                           |
| Qatar            | 1     |       | 1      | Ali Salem                                                       |                                                           |
| Roemenië         | 1     |       | 1      | Alexandru Bodnar                                                |                                                           |
| Rusland          | 3     | 2     | 5      | Andrey Abramov Bair Badenov Balzjinima Tsyrempilov              | Natalia Erdyniyeva Miroslava Dagbaeva                     |
| Samoa            | 1     |       | 1      | Muaausa Joseph Walter                                           |                                                           |
| Spanje           | 1     |       | 1      | Daniel Morillo                                                  |                                                           |
| Tadzjikistan     |       | 1     | 1      |                                                                 | Albina Kamaletdinova                                      |
| Tsjechië         | 1     | 1     | 2      | Martin Bulíř                                                    | Barbora Horáčková                                         |
| Turkije          | 1     | 1     | 2      | Goktug Ergin                                                    | Zekiye Keskin Satir                                       |
| Venezuela        |       | 1     | 1      |                                                                 | Leydis Brito                                              |
| Verenigde Staten | 3     | 2     | 5      | Brady Ellison Butch Johnson Vic Wunderle                        | Jennifer Nichols Khatuna Lorig                            |
| Wit-Rusland      | 1     | 1     | 2      | Maxim Kunda                                                     | Katsiarina Muliuk                                         |
| Zuid-Afrika      | 1     |       | 1      | Calvin Hartley                                                  |                                                           |
| Zuid-Korea       | 3     | 3     | 6      | Im Dong-Hyun Lee Chang-Hwan Park Kyung-Mo                       | Joo Hyun-Jung Park Sung-Hyun Yun Ok-Hee                   |
| Zweden           | 1     |       | 1      | Magnus Petersson                                                |                                                           |
| Zwitserland      |       | 1     | 1      |                                                                 | Nathalie Dielen                                           |
| Totaal 49 landen | 64    | 64    | 128    |                                                                 |                                                           |

## Kwalificatie tijdlijn
| Evenement                                                         | Datum                | Locatie      |
| ----------------------------------------------------------------- | -------------------- | ------------ |
| Wereldkampioenschappen 2007                                       | 5-15 juli 2007       | Leipzig      |
| Aziatische kampioenschappen                                       | 14-19 september 2007 | Xi'an        |
| Pan-Amerikaans kwalificatietoernooi                               | 9-13 oktober 2007    | San Salvador |
| Nieuw-Zeelandse kampioenschappen & Oceanisch kwalificatietoernooi | 5-11 januari 2008    | Wellington   |
| Afrikaanse kampioenschappen                                       | 7-10 februari 2008   | Caïro        |
| Europese kampioenschappen                                         | 12-19 mei 2008       | Vittel       |
| Laatste mondiaal kwalificatietoernooi                             | 23-29 juni 2008      | Boé          |
| Wildcards                                                         | 19 maart 2008        | -            |

## Heren
| Evenement                                                         | Plaats | Atleten per NOC | Gekwalificeerd |
| ----------------------------------------------------------------- | ------ | --------------- | --- |
| Gastland                                                          | -      | 3               | China |
| WK 2007 teams                                                     | Top 8  | 3               | Zuid-Korea Groot-Brittannië Chinees Taipei Polen Italië Verenigde Staten Oekraïne Canada |
| WK 2007 individueel                                               | Top 16 | Tot 2           | RUS Balzjinima Tsyrempilov MAS Cheng Chu Sian JPN Takaharu Furukawa SWE Magnus Petersson MEX Luis Eduardo Velez Sanchez DEN Niels Dall AUS David Barnes IRI Hojjatollah Vaezi AUS Sky Kim RUS Bair Badenov BUL Daniel Pavlov GER Jens Pieper MAS Muhammad Marbawi Sulaiman TUR Goktug Ergin ROU Alexandru Bodnar JPN Ryuichi Moriya |
| Aziatische kampioenschappen                                       | Top 3  | Tot 2           | PHI Mark Javier IND Mangal Singh Champia MAS Khalmizam Wan Abd Aziz |
| Europese kampioenschappen                                         | Top 3  | Tot 2           | FRA Romain Girouille RUS Andrey Abramov FRA Jean-Charles Valladont |
| Pan-Amerikaans kwalificatietoernooi                               | Top 3  | Tot 2           | MEX Juan René Serrano CUB Juan Carlos Stevens BRA Luiz Trainini |
| Afrikaanse kampioenschappen                                       | Top 2  | Tot 2           | RSA Calvin Hartley EGY Amr Ghanem |
| Nieuw-Zeelandse kampioenschappen & Oceanisch kwalificatietoernooi | Top 2  | Tot 2           | AUS Michael Naray SAM Muaausa Joseph Walter |
| Laatste mondiaal kwalificatietoernooi                             | Top 5  | 1               | POR Nuno Pombo FIN Matti Hatava BLR Maxim Kunda CZE Milan Andreas ESP Daniel Morillo |
| Uitnodiging door de Olympische tripartitecommissie                | 3      | 1               | BHU Ngawang Tashi IRQ Ali Adnan MYA Nay Myo Aung QAT Ali Salem |

## Vrouwen
| Evenement                                                         | Plaats | Atleten per NOC | Gekwalificeerd |
| ----------------------------------------------------------------- | ------ | --------------- | --- |
| Gastland                                                          | -      | 3               | China |
| WK 2007 teams                                                     | Top 8  | 3               | Zuid-Korea Chinees Taipei Groot-Brittannië Italië Polen India Frankrijk Colombia |
| WK 2007 individueel                                               | Top 16 | Tot 2           | RUS Natalia Erdyniyeva USA Jennifer Nichols GEO Chatoena Narimanidze PRK Kwon Un Sil UKR Tetyana Berezhna UKR Viktoriya Koval JPN Nami Hayakawa RUS Tatyana Boroday JPN Sayoko Kitabatake PRK Ri Koch Sun KAZ Anastassiya Bannova GEO Kristine Eseboea DEN Louise Laursen GRE Elpida Romantzi VEN Lisbeth Leoni CAN Marie-Pier Beaudet |
| Aziatische kampioenschappen                                       | Top 3  | Tot 2           | INA Ika Yuliana Rochmawati JPN Yuki Hayashi INA Rina Dewi Puspitasari |
| Europese kampioenschappen                                         | Top 3  | Tot 2           | TUR Zekiye Keskin Satir GRE Evangelia Psarra BLR Zhanna Svistun |
| Pan-Amerikaans kwalificatietoernooi                               | Top 3  | Tot 2           | MEX Janeth Garcia USA Karen Scavotto MEX Aida Roman |
| Afrikaanse kampioenschappen                                       | Top 2  | Tot 2           | MAR Fatine Ouadoudi EGY Amira Mansour |
| Nieuw-Zeelandse kampioenschappen & Oceanisch kwalificatietoernooi | Top 2  | Tot 2           | AUS Jane Waller AUS Jade Lindsay |
| Laatste mondiaal kwalificatietoernooi                             | Top 5  | 1               | GER Anja Hitzler IRI Najmeh Abtin SUI Nathalie Dielen CYP Elena Mousikou CZE Barbora Horackova |
| Uitnodiging door de Olympische tripartitecommissie                | 3      | 1               | BHU Dorji Dema MRI Veronique D'Unienville TJK Albina Kamaletdinova |

## Kwalificatie teams
| Land (NOC)       | Heren | Dames |
| ---------------- | ----- | ----- |
| China            | H     | H     |
| Groot-Brittannië | W     | W     |
| Italië           | W     | W     |
| Zuid-Korea       | W     | W     |
| Polen            | W     | W     |
| Chinees Taipei   | W     | W     |
| Japan            |       | C     |
| Oekraïne         | W     |       |
| India            |       | W     |
| Verenigde Staten | W     |       |
| Canada           | W     |       |
| Colombia         |       | W     |
| Frankrijk        |       | W     |
| Maleisië         | C     |       |
| Australië        | C     |       |
| Rusland          | C     |       |
| Totaal           | 12    | 10    |

- H: gekwalificeerd als gastland
- W: gekwalificeerd op het WK
- C: gekwalificeerd op continentale kampioenschappen